# Jana Písaříková
Jana Písaříková (* 18. ledna 1984 Brno) je česká a moravská kurátorka a teoretička umění a autorka článků a recenzí o výtvarném umění i poezii. Působí v Galerii města Blanska a jako kurátorka na volné noze, v letech 2015–2024 působila také v Moravské galerii v Brně. 

## Život a dílo
Po ukončení Vyšší odborné školy a Střední odborné školy informačních a knihovnických služeb v Brně absolvovala na Filozofické fakultě Masarykovy univerzity v Brně obor teorie interaktivních médií (2011) a management v kultuře (2013). Dizertační prací Archivy a dokumentace performance art: hledání cesty mezi historií a mýtem dokončila doktorské studium pod vedením prof. Tomáše Rullera na Fakultě výtvarných umění Vysokého učení technického v Brně (2015).
Kurátorství se věnuje od roku 2009, kdy jako nezávislá kurátorka připravila společně s vizuálním umělcem Tomášem Hodboděm sérii výstavy věnovaných akčnímu umění a nástrojům jeho dokumentace (např. Skříň Matthewa Barneyho, Galerie města Bratislavy, 2009; Bylo-Nebylo, Open Gallery, Bratislava 2013; Alotrium, Galerie U Dobrého pastýře, Brno 2014). Od roku 2010 se také podílí na sestavování výstavního programu Galerie města Blanska a v letech 2015–2024 působila jako kurátorka současného umění v Moravské galerii v Brně, kde měla mimo jiné na starosti agendu archivu a sbírky konceptuálního umění nashromážděné brněnským teoretikem, kurátorem a umělcem Jiřím Valochem.
O Jiřím Valochovi napsala několik článků, jako editorka spolupracovala na jeho knize Bílé listy, jako kurátorka připravila několik výstav, například výstavu počítačového umění 1968:computer.art, která proběhla při výročí takto zaměřeného Valochova kurátorského projektu z roku 1968. V Moravské galerii v Brně se kurátorsky podílela na vzniku stálé expozice Art is Here: Nové umění po roce 1945 (společně s Ondřejem Chrobákem a Petrem Ingerlem). Ve stejném kurátorském týmu připravila i výstavu Mariana Pally Retrospektiva o sedmi dějstvích Spolupracovala na výstavě Čs. koncept 70. let, na které se představilo šedesát pět československých umělců.
Ve své teoretické a kurátorské praxi se soustředí na oblast konceptuálního umění od 70. let 20. století po současnost, dále na problematiku dokumentace a výstavní prezentace akčního umění. V letech 2011–2012 spolupracovala se studentskými médii Radio R a on-line deníkem Stisk, napsala řadu článků, které se týkaly nejen výtvarného umění, ale i poezie. V roce 2014 působila jako výzkumný asistent v Archivu Rewind sídlícím v Dundee ve Skotsku, kde se podílela na zpracování archivu umělkyně Elaine Schemilt. Je autorkou recenzí přispívá do online databáze současného umění Artlist nebo do časopisu Flashart. Je spoluautorkou knihy Postavit domy nestačí o vizuální kultuře a veřejném prostoru města Brna.
Od roku 2024 je kurátorkou přehlídky Dny otevřených ateliérů (DOA) Jihomoravského kraje.
V roce 2025 připravila jako kurátorka výstavu Muž od moře v Kreativu Teletník v Runářově u Konice, která tematizuje odkaz blogera Adriana Chocho Sitty a zkoumá mimo jiné využití umělé inteligence v umění.